# Claudia Noack
Claudia Noack (27 de septiembre de 1961) es una deportista de la RDA que compitió en remo. Ganó dos medallas en el Campeonato Mundial de Remo, bronce en 1982 y oro en 1983.

## Palmarés internacional
| Campeonato Mundial | Campeonato Mundial | Campeonato Mundial | Campeonato Mundial |
| Año                | Lugar              | Medalla            | Prueba             |
| ------------------ | ------------------ | ------------------ | ------------------ |
| 1982               | Lucerna (Suiza)    | Medalla de bronce  | Ocho con timonel   |
| 1983               | Duisburgo (RFA)    | Medalla de oro     | Cuatro con timonel |